# ایگور اسکلیاروف
ایگور اسکلیاروف (روسی: Игорь Евгеньевич Скляров؛ زادهٔ ۳۱ اوت ۱۹۶۶) بازیکن سابق فوتبال اهل شوروی است.
از باشگاه‌هایی که در آن بازی کرده‌است می‌توان به باشگاه فوتبال دینامو مسکو اشاره کرد.